# J'onn J'onzz
Pour les articles homonymes, voir John Jones et Jones.
 (juillet 2017).
Si vous disposez d'ouvrages ou d'articles de référence ou si vous connaissez des sites web de qualité traitant du thème abordé ici, merci de compléter l'article en donnant les références utiles à sa vérifiabilité et en les liant à la section « Notes et références ».
Martian Manhunter, également connu sous son nom martien de J'onn J'onzz, alias John Jones, est un super-héros de bande dessinée crée par Joseph Samachson et Joe Certa. Il appartient à l'univers DC Comics. Il apparaît pour la première fois dans l'épisode The Strange Experiment of Dr. Erdel publié en histoire complémentaire (« back-up ») dans Detective Comics en novembre 1955.

## Biographie fictive
Le martien J'onn J'onzz, scientifique sur son monde, est accidentellement téléporté sur Terre par le cerveau robot du professeur Mark Erdel. Le professeur Mark Erdel, seul capable d'opérer le cerveau robot, succombe à une crise cardiaque sous l'émotion ; J'onn J'onzz se retrouve ainsi coincé sur Terre. En attendant que son peuple qui travaille au projet de vaisseau spatial Star-Ride atteigne la Terre, J'onn J'onzz explore sa planète d'adoption. Constatant le taux élevé de criminalité, il devient inspecteur de police sous l'identité de John Jones.
Comme tous les Martiens, J'onn J'onzz possède une force surhumaine, est télépathe et métamorphe, est capable de voler et possède une vision thermique. Il peut également altérer sa structure moléculaire pour devenir invisible ou intangible. En raison de ses dons de métamorphe, il est aussi capable de se soigner à grande vitesse. Il est toutefois vulnérable au feu.
On a aussi appris que son apparence habituelle, bien que trahissant sa nature extraterrestre, n'était pas sa véritable apparence.
Martian Manhunter a eu droit à sa propre série en 2000. Écrite par John Ostrander et illustrée par Tom Mandrake (avec des épisodes de remplissage, ou fill-in, de Bryan Hitch, entre autres), elle dura 36 épisodes avant d'être annulée pour cause de ventes trop faibles.
Il apparaît aussi dans les aventures de la Ligue de justice d'Amérique dont il est un des piliers (censé avoir été impliqué dans toutes les versions du groupe). Son lien télépathique permet à ses coéquipiers d'être reliés et d'établir leurs stratégies. On découvrit dans les épisodes de la JLA de Grant Morrison l'existence des Martiens blancs, une race agressive, qui essayèrent de le manipuler contre la Ligue.
Dans Un an après, J'onn J'onzz ne rejoint pas la nouvelle mouture de la JLA mais les Outsiders. Il se fera passer pour Blockbuster III, à la demande de Batman, pour savoir dans quels lieux sont envoyés tous les criminels capturés par une équipe du gouvernement (ce lieu est en fait la planète prison). Mais le tunnel de téléportation fut dévié avant d'arriver à la destination prévue, amenant les passagers à un autre endroit inconnu de tous. Finalement démasqué, lors de Final Crisis, J'onn fut téléporté sur Terre via un tunnel boom et neutralisé par des pyrotranquillisants avant d'être sauvagement tué par Balance et la nouvelle Société avec son bâton enflammé. Son dernier mot avant de mourir fut le nom de sa femme et tous ses amis le pleurèrent lors de son enterrement sur Mars.
Lors de l'évènement Blackest Night, où tous les personnages morts de DC se lèvent à cause d'anneaux noirs (ressemblant étrangement aux anneaux de pouvoir des Green Lanterns) de leur tombe et attaquent les vivants, J'onn n'est pas épargné et à la grande stupéfaction de Green Lantern et de Flash, il est un Black Lantern (sous une forme de zombie avec un costume noir et il veut les tuer). Après la fin de l'événement, douze personnes sont ressuscitées (y compris J'onn) par des anneaux de pouvoir blanc. J'onn est bel bien revenu à la vie et porte maintenant un nouveau costume plus proche du classique de même que son apparence physique (les bandes en forme de X sur son torse ont maintenant une sorte de grosse médaille rouge au milieu, il ne porte plus de slip bleu mais un pantalon bleu foncé). Lui, ainsi que les autres ressuscités, seront mêlés à une étrange quête lors de l'histoire Brightest Day.

### Reboot DC: DC New Universe
Durant les conséquences de Flashpoint, on  découvre J'onn J'onzz dans l'équipe des Outsiders, son physique est différent et il ne porte plus le même costume : juste une veste noire, un t-shirt bleu et un pantalon bleu foncé. 
Flash réussit à récupérer ses pouvoirs et essaye de rétablir la réalité d'origine. Il y parvient, mais le nouvel univers qui émerge de l'ancien comporte des changements dont il n'arrive pas à s'apercevoir. En fait, à cause d'une jeune femme nommée Pandora, Wildstorm et Vertigo (DC Comics) sont mélangés à l'univers DC. Ce monde a subi plusieurs changements, tout en gardant des continuités avec l'ancien. L'origine de la Ligue de Justice est chamboulée, les différents héros se sont rassemblés à cause de la menace de Darkseid, mais le septième membre n'est plus notre martien préféré ! C'est Cyborg qui le remplace. J'onn ne fait en effet plus partie de la ligue, il ne l'a même jamais intégrée ! Il est ici un membre fondateur du groupe de super-héros : Stormwatch, aux côtés d'Apollo et de Midnighter.
Dans le quatrième numéro de Green Lantern Corps, Martian Manhunter arrive sur Oa pour extraire des informations du prisonnier Guy Gardner avant de procéder à l'effacement de sa mémoire. Dans Legion Lost #6, J'onn explique qu'il n'a jamais réellement été un membre de la Ligue de Justice (post-Flashpoint) et que la seule équipe qu'il ait rejoint était Stormwatch. En 2013, il devient membre d'une nouvelle version de la Ligue, nommée Justice League of America, dont font partie Green Arrow, Catwoman ou encore un nouveau Green Lantern.

### Autres versions

#### Smallville
Dans la série télévisée Smallville, son nom est écrit en version terrienne : John Jones. C'est un homme engagé par Jor-El comme protecteur de Clark. Il a des super-pouvoirs lors de son apparition dans le huitième épisode de la saison 6, mais finit par les perdre en sauvant la vie de Clark dans le premier épisode de la saison 8. Il devient par la suite inspecteur dans le sixième épisode, pour continuer à combattre le crime d'une autre manière. Néanmoins, il récupère ses pouvoirs dans L'Étoffe des Héros, double épisode de la mi-saison de la saison 9, grâce au sacrifice du Docteur Fate. Plus tard, il tente de protéger Clark de l'agence "Échec et Mat" (Checkmate), et décrit ce dernier comme étant "le futur ambassadeur qui apportera la paix et l'espoir".

#### Supergirl
Dans la série télévisée Supergirl, il est le dernier survivant de son espèce avec son père. Il est directeur d'une organisation secrète responsable des affaires extra-terrestres nommé le DEO en tant que Directeur Hank Henshaw. Vers la fin de la saison 1, sa véritable identité est exposée mais il continue de diriger le DEO tout en conservant l'apparence de Henshaw avec son vrai nom cette fois-ci. Durant la saison 3, J'onn retrouve son père, M'yrnn mais leur réunion est de courte durée car l'avénement de dangereuses kryptoniennes venues terraformer la terre entraîne la mort de M'yrnn qui sacrifie sa vie pour sauver la terre. Après cette tragédie, J'onn décide de quitter le DEO.

### Dc Cinematic Universe
À l'époque de l'échec commercial de Superman Returns, Warner Bros s'intéresse à un reboot pour Superman. En effet, la société souhaiterait relancer une adaptation du héros avec un style proche du Batman Begins de Christopher Nolan. En octobre 2010, le réalisateur Zack Snyder révèle qu'il s'occupera du reboot quand il aura fini la post-production de son film Sucker Punch. Dès juillet 2011, Harry Lennix rejoint le casting de Man of Steel pour interpréter le lieutenant général Calvin Swanwick. Avec le succès du film, il joue dans sa suite Batman v Superman : L'Aube de la justice toujours sous le rôle de Calvin Swanwick, promu secrétaire d'Etat.  
Pendant le tournage de Justice League, Lennix apprend la véritable identité de son personnage. Mais le départ précipité de Zack Snyder en mai 2017 change radicalement la direction du film. Toutes ses scènes sont supprimées au montage final par Joss Whedon et Warner Bros.
En octobre 2019, Snyder dévoile sur son compte Vero la présence de Martian Manhunter dans sa version de Justice League. En mai 2020, la Zack Snyder's Justice League est officiellement annoncée pour 2021 sur la plateforme de streaming HBO Max. De son côté, Lennix confirme qu'il a tourné de nouvelles scènes pour le développement du super-héros.    

## Apparitions dans d'autres médias

### Films du DCEU
Il apparaît sous les traits de Harry Lennix dans l'univers cinématographique DC. Ce n'est que dans Zack Snyder's Justice League qu'on découvre qui il est réellement. Il se cache avant cela derrière l'identité du général Swanwick.
- 2013 : Man of Steel interprété par Harry Lennix
- 2016 : Batman v Superman : L'Aube de la justice interprété par Harry Lennix
- 2021 : Zack Snyder's Justice League interprété par Harry Lennix

### Télévision
- La Ligue des justiciers (Justice League puis Justice League Unlimited, 91 épisodes, Paul Dini, Bruce Timm, 2001-2006) avec Carl Lumbly (VF : Boris Rehlinger).
- Martian Manhunter apparaîtra dans la saison 8 de Smallville à plusieurs reprises, interprété par Phil Morris.
- Batman (The Batman, Duane Capizzi, Michael Goguen, 2004-2008) avec Dorian Harewood (VF : Thierry Wermuth).
- Batman : L'Alliance des héros (Batman: The Brave and the Bold, James Tucker, 2008-2011) avec Nicholas Guest (en) (VF : Philippe Peythieu).
- La Ligue des Justiciers : Nouvelle Génération (Young Justice, Greg Weisman, Brandon Vietti, 2010-) avec Kevin Michael Richardson (VF : Philippe Peythieu).
- La Ligue des justiciers : Action (Gardner Fox et Mike Sekowsky, 2016-2018), avec Crispin Freeman (VF : Philippe Peythieu)
- Supergirl (2015-) : régulier depuis la saison 1, interprété par David Harewood.
  - Invité dans Flash : 3.17 et 6.09
  - Invité dans Arrow : 8.08
  - Invité dans Legends of Tomorrow : 5.01

### Vidéofilms d'animation
- La Ligue des justiciers : Nouvelle Frontière (Justice League: The New Frontier, Dave Bullock, 2008) avec Miguel Ferrer[2] (VF : Philippe Peythieu)
- La Ligue des justiciers : Conflit sur les deux Terres (Justice League: Crisis on Two Earths, Lauren Montgomery, 2010) avec Jonathan Adams (VF : Philippe Peythieu)
- La Ligue des justiciers : Échec (Justice League: Doom, Lauren Montgomery, 2012) avec Carl Lumbly[3] (VF : Philippe Peythieu)
- Lego Batman, le film : Unité des super héros (Jon Burton, 2013) avec Cam Clarke (VF : Philippe Peythieu)
- Lego DC Comics Super Heroes - La Ligue des justiciers : L'Attaque de la Légion maudite (Rick Morales, Jim Krieg, 2015) avec Dee Bradley Baker (VF : Philippe Peythieu)
- Justice League Dark (Jay Oliva, 2017)
- Scooby-Doo et Batman : L'Alliance des héros (Jake Castorena, 2018) avec Nicholas Guest (en) (VF : Philippe Peythieu)
- La Mort de Superman (The Death of Superman, Jake Castorena, Sam Liu, 2018) avec Nyambi Nyambi (VF : Boris Rehlinger)
- Le Règne des Supermen (Reign of the Supermen, Sam Liu, 2019) avec Nyambi Nyambi (VF : Boris Rehlinger)
- Justice League Dark: Apokolips War (Matt Peters et Christina Sotta, 2020)
- Superman : L'Homme de demain (Superman: Man of Tomorrow) (Chris Palmer, 2020) avec Ike Amadi (VF : Boris Rehlinger)

### Jeux vidéo
- Justice League heroes.
- DC Universe Online.
- Lego Batman 2 : DC Super Heroes.
- Injustice : Les dieux sont parmi nous (contenu supplémentaire)[4]
- Lego Batman 3 : Au-delà de Gotham.
- Lego DC Super-Vilains